# Biderched, Sedam
Biderched là một làng thuộc tehsil Sedam, huyện Gulbarga, bang Karnataka, Ấn Độ.